# جوني ميرسير (ملحن)
جوني ميرسير (بالإنجليزية: Johnny Mercer) هو ملحن ومغني وكاتب أغاني وشاعر أمريكي، ولد في 18 نوفمبر 1909 في سافانا في الولايات المتحدة، وتوفي في 25 يونيو 1976 في هوليوود في الولايات المتحدة بسبب سرطان.

## وصلات خارجية
- جوني ميرسير على موقع IMDb (الإنجليزية)
- جوني ميرسير على موقع الموسوعة البريطانية (الإنجليزية)
- جوني ميرسير على موقع ميوزك برينز (الإنجليزية)
- جوني ميرسير على موقع قاعدة بيانات برودواي على الإنترنت (الإنجليزية)
- جوني ميرسير على موقع إن إن دي بي (الإنجليزية)
- جوني ميرسير على موقع أول ميوزيك (الإنجليزية)
- جوني ميرسير على موقع ديسكوغز (الإنجليزية)
- جوني ميرسير على موقع قاعدة بيانات الفيلم (الإنجليزية)